# Herman Råbergh
Herman Råbergh, född 4 september 1838 i Åbo, död 3 mars 1920 i Borgå, var en finländsk kyrkohistoriker och politiker.
Råbergh var professor i kyrkohistoria vid Helsingfors universitet 1872–1892, och var biskop i Borgå stift 1892–1920. Han utvecklade finländsk kyrkohistorisk forskning till en vetenskaplig nivå, och var initiativtagare till det 1891 grundade Finska kyrkohistoriska samfundet, vars ordförande han var fram till sin död. Han var ledare för åtskilliga religiösa och kristen-sociala föreningar. Råbergh förespråkade religionsfrihet. Han deltog i färdigställandet av en kyrkohandbok samt i evangelisk litteratur och böneböcker. Råbergh var också medlem av kyrkokongressen mellan 1886 och 1913.
Råbergh satt i lantdagen som representant för prästeståndet mellan 1888 och 1906.

## Utmärkelser
- Sankt Annas orden, tredje klass,  2 maj 1880[1]
- Sankt Stanislausorden, andra klassen,  18 maj 1884[1]
- Sankt Annas orden, andra klass,  21 april 1889[1]
- Sankt Vladimirs orden, tredje klass,  28 januari 1894[1]
- Sankt Stanislausorden, första klassen,  24 april 1898[1]
- Kommendörstecknet av I klass av Finlands Vita Ros’ orden,  16 maj 1919[2]

[Redigera Wikidata]